# Rhizogeton sterrreri
Rhizogeton sterrreri är en nässeldjursart som först beskrevs av Calder 1988.  Rhizogeton sterrreri ingår i släktet Rhizogeton och familjen Hydractiniidae. Inga underarter finns listade i Catalogue of Life.